# Lagrand
Lagrand era una comuna francesa del departamento de Altos Alpes, situado en la región de Provenza-Alpes-Costa Azul, que el 1 de enero de 2016 pasó a formar parte de la comuna nueva de Garde-Colombe al fusionarse con las comunas de Eyguians y Saint-Genis.

## Demografía
| Gráfica de evolución demográfica de Lagrand entre 1800 y 2013 |
|                                                               |

Los datos demográficos contemplados en este gráfico de la comuna de Lagrand se han cogido de 1800 a 1999 de la página francesa EHESS/Cassini, y los demás datos de la página del INSEE.